# Черна летяща катерица
Черната летяща катерица (Aeromys tephromelas) е вид бозайник от семейство Катерицови (Sciuridae).

## Разпространение и местообитание
Среща се в горите и по градините на Бруней, Индонезия и Малайзия.

## Хранене
Храни се с плодове, ядки и други растителни вещества.

## Размножаване
Черните летящи катерици имат по-малки популации от другите катерици, тъй като женските се размножават рядко и имат малко котило от само едно малко.